# برلنغتون (كولورادو)
برلنغتون (بالإنجليزية: Burlington)‏ هي مدينة تقع في مقاطعة كيت كارسون بولاية كولورادو في الولايات المتحدة. تبلغ مساحتها 5.4 (كم²)، وترتفع عن سطح البحر 1271 م، بلغ عدد سكانها 4254 نسمة في عام 2010 حسب إحصاء مكتب تعداد الولايات المتحدة .

## وصلات خارجية
- burlingtoncolo.com